# Dichelus holosquamosus
Dichelus holosquamosus är en skalbaggsart som beskrevs av Schein 1958. Dichelus holosquamosus ingår i släktet Dichelus och familjen Melolonthidae. Inga underarter finns listade i Catalogue of Life.